# Ukonselkä (del av en sjö i Lappland)
Ukonselkä är en del av sjön Enare träsk i Finland.   Den ligger i landskapet Lappland, i den norra delen av landet, 1 000 km norr om huvudstaden Helsingfors. 